# Самрансак Крам
Самрансак Крам (малай. Samransak Kram, нар. 10 листопада 1985, Алор-Сетар) — малайзійський футболіст тайського походження, що грав на позиції нападника. Відомий за виступами в клубах «Кедах» і «Перліс», а також у складі національної збірної Малайзії.

## Клубна кар'єра
У дорослому футболі Самрансак Крам дебютував у 2005 році у складі клубу «Кедах». У складі клубу футболіст двічі вигравав чемпіонат Малайзії та двічі ставав володарем Кубка Малайзії. у 2011 році футболіст перейшов до складу клубу «Перліс», проте невдовзі завершив виступи на футбольних полях.

## Виступи за збірні
У 2006 році Самрансак Крам дебютував у складі молодіжної збірної Малайзії. Того ж року футболіст дебютував у складі національної збірної Малайзії. у складі збірних Самрансак грав на футбольному турнірі Азійських ігор, у відбірковому турнірі до Олімпійських ігор, а також на Кубку Мердека та Чемпіонаті АСЕАН. У складі збірних грав до 2007 року, у складі національної збірної зіграв 6 матчів, у яких забитими м'ячами не відзначився.